# ハムダン・アル＝ビシ
ハムダン・オドゥハ・アル＝ビシ（アラビア語: حمدان عوضه البيشي、英語: Hamdan Odha Al-Bishi、1981年5月5日 ‐ ）は、サウジアラビア・ビーシャ (en) 出身の陸上競技選手。専門は短距離走の400mで、自己ベストは44秒66の元サウジアラビア記録保持者。2001年エドモントン世界選手権男子400mのファイナリスト（5位）、2000年世界ジュニア選手権男子400mの金メダリストである。弟のハマド (en) も陸上競技の短距離走選手で、共にサウジアラビア代表として活躍した。

## 経歴
2000年10月の世界ジュニア選手権男子400m決勝を44秒66の大会記録・ジュニアアジア記録（当時）・サウジアラビア記録（当時）で制して金メダルを獲得した。これはサウジアラビアが世界ジュニア選手権で獲得した初の金メダルであり、アジアの男子選手が世界ジュニア選手権の短距離種目で獲得した初の金メダルだった。
2001年8月のエドモントン世界選手権では、男子400m予選を45秒00の組1着、準決勝は45秒10の組3着で突破し、この種目ではサウジアラビア勢初、アジア勢としては1991年東京大会の高野進（7位）以来となる決勝進出を果たした。決勝では45秒23とタイムを落として6位（当時）に終わったが、その後アントニオ・ペティグルーのドーピング処分により順位が5位に繰り上がった。5位という成績は、アブダレラ・ハルーンが2017年ロンドン大会で3位に入るまで、この種目におけるアジア勢最高成績だった。1走を務めた4×400mリレーは3分04秒22のサウジアラビア記録（当時）樹立に貢献するも、決勝には進めなかった。
2003年8月のパリ世界選手権では、男子400m予選を45秒42で突破し、準決勝では44秒99をマークした。しかし、着順で決勝に進出できる2着以内に入れず、タイムで拾われた最後の枠の選手とは0秒18差で2大会連続の決勝進出を逃した。

## 自己ベスト
記録欄の（　）内の数字は風速（m/s）で、-は向かい風を意味する。
| 種目 | 記録          | 年月日         | 場所                   | 備考                                                                 |
| 屋外 | 屋外          | 屋外           | 屋外                   | 屋外                                                                 |
| ---- | ------------- | -------------- | ---------------------- | -------------------------------------------------------------------- |
| 200m | 20秒81 (-0.2) | 2004年10月7日  | アルジェ               |                                                                      |
| 300m | 32秒76        | 2002年8月27日  | ヨーテボリ             |                                                                      |
| 400m | 44秒66        | 2000年10月20日 | サンティアゴ・デ・チレ | 世界ジュニア選手権大会記録 元ジュニアアジア記録 元サウジアラビア記録 |
| 室内 |               |                |                        |                                                                      |
| 400m | 47秒98        | 2007年10月31日 | マカオ                 |                                                                      |

## 主要大会成績
備考欄の記録は当時のもの
| 年   | 大会                           | 場所         | 種目    | 結果         | 記録            | 備考                                           |
| ---- | ------------------------------ | ------------ | ------- | ------------ | --------------- | ---------------------------------------------- |
| 1998 | 世界ジュニア選手権             | アヌシー     | 400m    | 準決勝3組6着 | 47秒47          |                                                |
| 2000 | オリンピック                   | シドニー     | 400m    | 準決勝1組8着 | 45秒98          |                                                |
| 2000 | オリンピック                   | シドニー     | 4x400mR | 予選3組6着   | 3分09秒57 (2走) |                                                |
| 2000 | 世界ジュニア選手権             | サンティアゴ | 400m    | 優勝         | 44秒66          | 大会記録 ジュニアアジア記録 サウジアラビア記録 |
| 2001 | 世界選手権                     | エドモントン | 400m    | 5位          | 45秒23          | アジア男子最高成績                             |
| 2001 | 世界選手権                     | エドモントン | 4x400mR | 予選3組6着   | 3分04秒22 (1走) | サウジアラビア記録                             |
| 2002 | アジア選手権                   | コロンボ     | 400m    | 2位          | 45秒43          |                                                |
| 2002 | ワールドカップ (en)            | マドリード   | 4x400mR | 3位          | 3分03秒02 (2走) | アジア代表                                     |
| 2002 | アジア競技大会                 | 釜山         | 400m    | 2位          | 44秒95          |                                                |
| 2002 | アジア競技大会                 | 釜山         | 4x400mR | 優勝         | 3分02秒47 (4走) | サウジアラビア記録                             |
| 2003 | 世界選手権                     | パリ         | 400m    | 準決勝1組3着 | 44秒99          |                                                |
| 2003 | 世界選手権                     | パリ         | 4x400mR | 予選失格     | DQ (4走)        |                                                |
| 2003 | アジア選手権                   | マニラ       | 400m    | 2位          | 45秒39          |                                                |
| 2003 | アジア選手権                   | マニラ       | 200m    | 7位          | 21秒39 (0.0)    |                                                |
| 2004 | オリンピック                   | アテネ       | 400m    | 準決勝3組5着 | 45秒59          |                                                |
| 2004 | パンアラブ競技大会 (en)        | アルジェ     | 400m    | 優勝         | 45秒04          |                                                |
| 2004 | パンアラブ競技大会 (en)        | アルジェ     | 4x400mR | 優勝         | 3分03秒03 (4走) |                                                |
| 2005 | イスラム諸国連帯 競技大会 (en) | メッカ       | 400m    | 2位          | 45秒57          |                                                |
| 2005 | イスラム諸国連帯 競技大会 (en) | メッカ       | 4x400mR | 優勝         | 3分04秒35       |                                                |
| 2005 | 世界選手権                     | ヘルシンキ   | 400m    | 準決勝1組7着 | 46秒80          |                                                |
| 2005 | 世界選手権                     | ヘルシンキ   | 4x400mR | 予選失格     | DQ (1走)        |                                                |
| 2005 | アジア選手権                   | 仁川         | 400m    | 4位          | 46秒55          |                                                |
| 2005 | アジア選手権                   | 仁川         | 4x400mR | 決勝失格     | DQ (1走)        |                                                |
| 2006 | アジア競技大会                 | ドーハ       | 400m    | 優勝         | 45秒64          |                                                |
| 2006 | アジア競技大会                 | ドーハ       | 4x400mR | 優勝         | 3分05秒31 (4走) |                                                |
| 2007 | 世界選手権                     | 大阪         | 400m    | 予選棄権     | DNS             |                                                |
| 2007 | アジアインドアゲームズ (en)    | マカオ       | 400m    | 5位          | 48秒37          |                                                |
| 2007 | アジアインドアゲームズ (en)    | マカオ       | 4x400mR | 優勝         | 3分13秒67 (4走) | 大会記録                                       |
| 2007 | パンアラブ競技大会 (en)        | カイロ       | 400m    | 2位          | 46秒50          |                                                |
| 2007 | パンアラブ競技大会 (en)        | カイロ       | 4x400mR | 優勝         | 3分04秒74 (2走) |                                                |